# Gran Premio motociclistico delle Nazioni 1974
Il Gran Premio motociclistico delle Nazioni 1974 fu il quarto appuntamento del motomondiale 1974.
Si svolse il 19 maggio 1974 all'Autodromo Dino Ferrari di Imola ed hanno corso tutte le classi.
Facili vittorie per Henk van Kessel ed Ángel Nieto rispettivamente nelle classi 50 e 125.
In 250 Walter Villa ottiene la prima vittoria per la Harley-Davidson.
In 350 vince Giacomo Agostini davanti a Mario Lega e Michel Rougerie, che aveva condotto la gara per i primi tre giri.
In 500 Agostini, in lotta per tutta la gara con Gianfranco Bonera (i due abbassarono svariate volte il record della pista), terminò la benzina all'ultimo giro, lasciando la vittoria al pilota della MV Agusta, che ottiene la sua prima vittoria. La giuria aveva previsto inizialmente di accorciare la gara a 31 giri, cambiando idea su pressione del team MV.
Nei sidecar vince Klaus Enders; primo podio iridato per Rolf Biland.

## Classe 500

### Arrivati al traguardo
| Pos | Pilota            | Moto      | Tempo          | Punti |
| --- | ----------------- | --------- | -------------- | ----- |
| 1   | Gianfranco Bonera | MV Agusta | 1h 12' 27" 200 | 15    |
| 2   | Teuvo Länsivuori  | Yamaha    | +1' 25" 700    | 12    |
| 3   | Phil Read         | MV Agusta | +2' 04" 000    | 10    |
| 4   | Jack Findlay      | Suzuki    | +1 giro        | 8     |
| 5   | Roberto Gallina   | Yamaha    | +1 giro        | 6     |
| 6   | Alex George       | Yamaha    | +1 giro        | 5     |
| 7   | Werner Giger      | Yamaha    | +1 giro        | 4     |
| 8   | Billie Nelson     | Yamaha    | +1 giro        | 3     |
| 9   | Christian Léon    | Kawasaki  | +2 giri        | 2     |

### Ritirati
| Pilota              | Moto     | Motivo              |
| ------------------- | -------- | ------------------- |
| Víctor Palomo       | Yamaha   |                     |
| Armando Toracca     | Paton    |                     |
| Vittorio Gornati    | Yamaha   |                     |
| Pentti Korhonen     | Yamaha   |                     |
| Giovanni Perrone    | Yamaha   |                     |
| Adu Celso           | Yamaha   |                     |
| Paul Smart          | Suzuki   |                     |
| Giorgio Gatti       | Yamaha   |                     |
| Yvon Duhamel        | Kawasaki |                     |
| Paolo Campanelli    | Kawasaki |                     |
| Barry Sheene        | Suzuki   | caduta              |
| Paul Eickelberg     | König    |                     |
| Guido Mandracci     | Suzuki   |                     |
| Olivier Chevallier  | Yamaha   |                     |
| Christian Bourgeois | Yamaha   |                     |
| Giacomo Agostini    | Yamaha   | esaurimento benzina |
| John Williams       | Yamaha   |                     |
| Giovanni Proni      | Yamaha   |                     |
| Jean-Paul Boinet    | Yamaha   |                     |
| Karl Auer           | Yamaha   |                     |
| Franco Cottafavi    | Yamaha   |                     |

## Classe 350
30 piloti alla partenza.

### Arrivati al traguardo
| Pos | Pilota             | Moto            | Tempo          | Punti |
| --- | ------------------ | --------------- | -------------- | ----- |
| 1   | Giacomo Agostini   | Yamaha          | 1h 02' 17" 800 | 15    |
| 2   | Mario Lega         | Yamaha          | +42" 200       | 12    |
| 3   | Michel Rougerie    | Harley-Davidson | +52" 900       | 10    |
| 4   | Walter Villa       | Harley-Davidson | +54" 700       | 8     |
| 5   | Chas Mortimer      | Yamaha          | +1' 12" 200    | 6     |
| 6   | Giovanni Proni     | Yamaha          | +1' 22" 600    | 5     |
| 7   | Giuseppe Elementi  | Bimota-Yamaha   | +1' 25" 600    | 4     |
| 8   | Werner Giger       | Yamaha          | +1' 31" 900    | 3     |
| 9   | Adu Celso          | Yamaha          | +1' 39" 800    | 2     |
| 10  | Olivier Chevallier | Yamaha          | +1' 53" 500    | 1     |
| 11  | Billie Nelson      | Yamaha          | +1 giro        |       |
| 12  | Karl Auer          | Yamaha          | +1 giro        |       |
| 13  | Paolo Tordi        | Yamaha          | +1 giro        |       |
| 14  | Alex George        | Yamaha          | +1 giro        |       |

### Ritirati
| Pilota             | Moto   |
| ------------------ | ------ |
| Gérard Choukroun   | Yamaha |
| Teuvo Länsivuori   | Yamaha |
| Víctor Palomo      | Yamaha |
| Patrick Pons       | Yamaha |
| Christian Bourgois | Yamaha |
| Fosco Giansanti    | Yamaha |
| Roberto Gallina    | Yamaha |
| Helmut Kassner     | Yamaha |
| Ulrich Graf        | Yamaha |
| Pentti Korhonen    | Yamaha |
| Hans Mühlebach     | Yamaha |

## Classe 250
30 piloti alla partenza.

### Arrivati al traguardo
| Pos | Pilota             | Moto            | Tempo       | Punti |
| --- | ------------------ | --------------- | ----------- | ----- |
| 1   | Walter Villa       | Harley-Davidson | 52' 55" 700 | 15    |
| 2   | Bruno Kneubühler   | Yamaha          | +44" 200    | 12    |
| 3   | Patrick Pons       | Yamaha          | +1' 03" 400 | 10    |
| 4   | Giovanni Proni     | Yamaha          | +1' 36" 000 | 8     |
| 5   | Kent Andersson     | Yamaha          | +1' 36" 700 | 6     |
| 6   | Armando Toracca    | Yamaha          | +2' 09" 000 | 5     |
| 7   | Olivier Chevallier | Yamaha          | +1 giro     | 4     |
| 8   | Matti Salonen      | Yamaha          | +1 giro     | 3     |
| 9   | Hans Mühlebach     | Yamaha          | +1 giro     | 2     |
| 10  | Jean-Paul Boinet   | Yamaha          | +1 giro     | 1     |
| 11  | Mario Lega         | Yamaha          | +1 giro     |       |
| 12  | Giuliano Zera      | Yamaha          | +1 giro     |       |
| 13  | Angelo Orsenigo    | Suzuki          | +7 giri     |       |

### Ritirati
| Pilota              | Moto            |
| ------------------- | --------------- |
| Ángel Nieto         | Derbi           |
| Thierry Tchernine   | Yamaha          |
| Fosco Giansanti     | Yamaha          |
| Chas Mortimer       | Yamaha          |
| Silvio Grassetti    | MZ              |
| Giovanni Proni      | Yamaha          |
| Erasmo Di Ciacinto  | Yamaha          |
| Giovanni Mariannini | Yamaha          |
| Michel Rougerie     | Harley-Davidson |
| Giuseppe Consalvi   | Harley-Davidson |
| Philippe Coulon     | Yamaha          |
| Fritz Reitmaier     | Yamaha          |
| Christian Bourgois  | Yamaha          |
| Mario Necchi        | Yamaha          |

## Classe 125
30 piloti alla partenza.

### Arrivati al traguardo
| Pos | Pilota             | Moto            | Tempo       | Punti |
| --- | ------------------ | --------------- | ----------- | ----- |
| 1   | Ángel Nieto        | Derbi           | 45' 32" 400 | 15    |
| 2   | Kent Andersson     | Yamaha          | +1' 17" 400 | 12    |
| 3   | Pier Paolo Bianchi | Minarelli       | +4' 10" 100 | 10    |
| 4   | Matti Salonen      | Yamaha          | +1 giro     | 8     |
| 5   | Lorenzo Ghiselli   | Harley-Davidson | +1 giro     | 6     |
| 6   | Aldo Pero          | Carem           | +1 giro     | 5     |
| 7   | Eugenio Lazzarini  | Piovaticci      | +1 giro     | 4     |
| 8   | Luciano Richetti   | Italjet         | +1 giro     | 3     |
| 9   | Rudolf Weiss       | Maico           | +1 giro     | 2     |
| 10  | Germano Zanetti    | DRS             | +2 giri     | 1     |
| 11  | Carlo Giovanardi   | Maico           | +2 giri     |       |
| 12  | Roberto di Lorenzi | Yamaha          | +2 giri     |       |

### Non classificati
| Pilota            | Moto   |
| ----------------- | ------ |
| Thierry Tchernine | Yamaha |
| Johann Zemsauer   | Rotax  |

### Ritirati
| Pilota            | Moto            |
| ----------------- | --------------- |
| Otello Buscherini | Malanca         |
| Henk van Kessel   | Bridgestone     |
| Bruno Kneubühler  | Yamaha          |
| Fritz Reitmaier   | Maico           |
| Eric Offenstadt   | Motobécane      |
| Pentti Salonen    | Yamaha          |
| Alberto Ieva      | Morbidelli      |
| Giuseppe Consalvi | Harley-Davidson |
| Gianni Ribuffo    | DRS             |

## Classe 50
30 piloti alla partenza.

### Arrivati al traguardo
| Pos | Pilota               | Moto       | Tempo       | Punti |
| --- | -------------------- | ---------- | ----------- | ----- |
| 1   | Henk van Kessel      | Kreidler   | 30' 38" 700 | 15    |
| 2   | Jan Bruins           | Jamathi    | +43" 200    | 12    |
| 3   | Otello Buscherini    | Malanca    | +47" 800    | 10    |
| 4   | Ulrich Graf          | Kreidler   | +1' 04" 700 | 8     |
| 5   | Jan Huberts          | Kreidler   | +1' 30" 000 | 6     |
| 6   | Claudio Lusuardi     | Moto Villa | +1' 34" 100 | 5     |
| 7   | Juliaan Vanzeebroeck | Kreidler   | +1' 38" 000 | 4     |
| 8   | Wilhelm Werner       | Kreidler   | +1' 44" 900 | 3     |
| 9   | Carlo Guerrini       | Ringhini   | +2' 07" 100 | 2     |
| 10  | Harald Bartol        | Kreidler   | +2' 08" 900 | 1     |
| 11  | Aldo Pero            | Ringhini   | +2' 27" 600 |       |
| 12  | Pentti Salonen       | Puch       | +1 giro     |       |
| 13  | Luigi Rinaudo        | Tomos      | +1 giro     |       |
| 14  | Massimo Grossi       | Jamathi    | +1 giro     |       |
| 15  | Pierre Audry         | ABF        | +1 giro     |       |
| 16  | R. Montanari         | Tomos      | +1 giro     |       |
| 17  | Salvatore Monreale   | UFO        | +1 giro     |       |
| 18  | Gianni Ribuffo       | UFO        | +1 giro     |       |

### Ritirati
| Pilota               | Moto      |
| -------------------- | --------- |
| Stefan Dörflinger    | Kreidler  |
| Hans-Jürgen Hummel   | Kreidler  |
| Pier Paolo Bianchi   | Minarelli |
| Giorgio Macchiavelli | Tomos     |

## Classe sidecar
Per le motocarrozzette si trattò della 151ª gara effettuata dall'istituzione della classe nel 1949; si sviluppò su 20 giri, per una percorrenza di 102,000 km. Pole position e giro più veloce di Werner Schwärzel/Karl-Heinz Kleis (König).
20 equipaggi alla partenza.

### Arrivati al traguardo
| Pos | Pilota                | Passeggero          | Moto         | Tempo     | Punti |
| --- | --------------------- | ------------------- | ------------ | --------- | ----- |
| 1   | Klaus Enders          | Ralf Engelhardt     | Busch-BMW    | 45' 45" 9 | 15    |
| 2   | Rolf Biland           | Freddy Freiburghaus | CAT/Crescent | +7" 7     | 12    |
| 3   | Rolf Steinhausen      | Karl Scheurer       | Busch-König  | +25" 8    | 10    |
| 4   | Siegfried Schauzu     | Wolfgang Kalauch    | Busch-BMW    | +1' 07" 6 | 8     |
| 5   | Heinz Luthringshauser | Hermann Hahn        | Busch-BMW    |           | 6     |
| 6   | Richard Wegener       | Derek Jacobson      | BMW          |           | 5     |
| 7   | Hanspeter Hubacher    | Kurt Huber          | Yamaha       |           | 4     |
| 8   | Otto Haller           | Erich Haselbeck     | BMW          |           | 3     |
| 9   | Egon Schons           | Horst Schons        | BMW          |           | 2     |
| 10  | Roberto Ollearo       | Remo Rocchi         | Suzuki       |           | 1     |

## Fonti e bibliografia
- Stampa Sera, 20 maggio 1974, pag. 15
- "Moto73" n° 11 del 31 maggio 1974, su motorracehistorie.nl. URL consultato il 18 gennaio 2013 (archiviato dall'url originale il 5 aprile 2015).
- Risultati della 500 su autosport, su autosport.com.